# Évelyne Viens
Évelyne Viens, född 6 februari 1997 i L'Ancienne-Lorette i Québec, är en professionell kanadensisk fotbollsspelare som sedan december 2021 spelar i Kristianstads DFF i Damallsvenskan, på lån från NJ/NY Gotham FC.
Hon blev olympisk guldmedaljör i fotboll vid de Olympiska sommarspelen 2020 i Tokyo (som gick 2021 på grund av Covid-19-pandemin).